# Empire State of Mind
"Empire State of Mind" is een single van Amerikaanse rapper Jay-Z, afkomstig van zijn album The Blueprint 3, dat uitkwam in 2009. Het refrein wordt gezongen door R&B-zangeres Alicia Keys. De single, geproduceerd door Al Shux, werd zeer succesvol en voerde de Billboard Hot 100 4 weken lang aan. In de Nederlandse Top 40 bereikte het nummer de 2e positie, in de Belgische Ultratop 50 de 4e.
Keys bracht later dat jaar een vervolg uit op het nummer, "Empire State of Mind (part II) Broken Down". Het originele nummer werd vertolkt door de cast van de Amerikaanse televisieserie Glee in september 2010, in de eerste aflevering van het tweede seizoen.

## Hitnoteringen

### Nederlandse Top 40
| Hitnotering: 24-10-2009 t/m 17-04-2010 | Hitnotering: 24-10-2009 t/m 17-04-2010 | Hitnotering: 24-10-2009 t/m 17-04-2010 | Hitnotering: 24-10-2009 t/m 17-04-2010 | Hitnotering: 24-10-2009 t/m 17-04-2010 | Hitnotering: 24-10-2009 t/m 17-04-2010 | Hitnotering: 24-10-2009 t/m 17-04-2010 | Hitnotering: 24-10-2009 t/m 17-04-2010 | Hitnotering: 24-10-2009 t/m 17-04-2010 | Hitnotering: 24-10-2009 t/m 17-04-2010 | Hitnotering: 24-10-2009 t/m 17-04-2010 | Hitnotering: 24-10-2009 t/m 17-04-2010 | Hitnotering: 24-10-2009 t/m 17-04-2010 | Hitnotering: 24-10-2009 t/m 17-04-2010 | Hitnotering: 24-10-2009 t/m 17-04-2010 |
| Week                                   | 1                                      | 2                                      | 3                                      | 4                                      | 5                                      | 6                                      | 7                                      | 8                                      | 9                                      | 10                                     | 11                                     | 12                                     | 13                                     | 14                                     |
| -------------------------------------- | -------------------------------------- | -------------------------------------- | -------------------------------------- | -------------------------------------- | -------------------------------------- | -------------------------------------- | -------------------------------------- | -------------------------------------- | -------------------------------------- | -------------------------------------- | -------------------------------------- | -------------------------------------- | -------------------------------------- | -------------------------------------- |
| Nummer                                 | 21                                     | 13                                     | 9                                      | 11                                     | 7                                      | 7                                      | 7                                      | 5                                      | 3                                      | 4                                      | 4                                      | 4                                      | 4                                      | 3                                      |
| Week                                   | 15                                     | 16                                     | 17                                     | 18                                     | 19                                     | 20                                     | 21                                     | 22                                     | 23                                     | 24                                     | 25                                     | 26                                     |                                        |                                        |
| Nummer                                 | 2                                      | 2                                      | 2                                      | 2                                      | 6                                      | 7                                      | 10                                     | 11                                     | 16                                     | 24                                     | 32                                     | 39                                     | uit                                    |                                        |

### NederlandseSingle Top 100
| Hitnotering: 26-09-2009 t/m 19-06-2010 | Hitnotering: 26-09-2009 t/m 19-06-2010 | Hitnotering: 26-09-2009 t/m 19-06-2010 | Hitnotering: 26-09-2009 t/m 19-06-2010 | Hitnotering: 26-09-2009 t/m 19-06-2010 | Hitnotering: 26-09-2009 t/m 19-06-2010 | Hitnotering: 26-09-2009 t/m 19-06-2010 | Hitnotering: 26-09-2009 t/m 19-06-2010 | Hitnotering: 26-09-2009 t/m 19-06-2010 | Hitnotering: 26-09-2009 t/m 19-06-2010 | Hitnotering: 26-09-2009 t/m 19-06-2010 | Hitnotering: 26-09-2009 t/m 19-06-2010 | Hitnotering: 26-09-2009 t/m 19-06-2010 | Hitnotering: 26-09-2009 t/m 19-06-2010 | Hitnotering: 26-09-2009 t/m 19-06-2010 | Hitnotering: 26-09-2009 t/m 19-06-2010 | Hitnotering: 26-09-2009 t/m 19-06-2010 | Hitnotering: 26-09-2009 t/m 19-06-2010 | Hitnotering: 26-09-2009 t/m 19-06-2010 | Hitnotering: 26-09-2009 t/m 19-06-2010 | Hitnotering: 26-09-2009 t/m 19-06-2010 |
| Week                                   | 1                                      | 2                                      | 3                                      | 4                                      | 5                                      | 6                                      | 7                                      | 8                                      | 9                                      | 10                                     | 11                                     | 12                                     | 13                                     | 14                                     | 15                                     | 16                                     | 17                                     | 18                                     | 19                                     | 20                                     |
| -------------------------------------- | -------------------------------------- | -------------------------------------- | -------------------------------------- | -------------------------------------- | -------------------------------------- | -------------------------------------- | -------------------------------------- | -------------------------------------- | -------------------------------------- | -------------------------------------- | -------------------------------------- | -------------------------------------- | -------------------------------------- | -------------------------------------- | -------------------------------------- | -------------------------------------- | -------------------------------------- | -------------------------------------- | -------------------------------------- | -------------------------------------- |
| Nummer                                 | 36                                     | 71                                     | 87                                     | 28                                     | 15                                     | 16                                     | 12                                     | 9                                      | 7                                      | 4                                      | 5                                      | 4                                      | 5                                      | 7                                      | 4                                      | 2                                      | 3                                      | 10                                     | 9                                      | 12                                     |
| Week                                   | 21                                     | 22                                     | 23                                     | 24                                     | 25                                     | 26                                     | 27                                     | 28                                     | 29                                     | 30                                     | 31                                     | 32                                     | 33                                     | 34                                     | 35                                     | 36                                     | 37                                     | 38                                     | 39                                     |                                        |
| Nummer                                 | 16                                     | 15                                     | 13                                     | 22                                     | 22                                     | 20                                     | 30                                     | 46                                     | 43                                     | 51                                     | 43                                     | 45                                     | 44                                     | 50                                     | 52                                     | 66                                     | 52                                     | 64                                     | 80                                     | uit                                    |

### VlaamseUltratop 50
| Hitnotering: (Week 1 t/m 21) 21-11-2009 t/m 10-04-2010 Hitnotering: (Week 22) 24-04-2010 Hitnotering: (Week 23) 15-05-2010 Hitnotering: (Week 24 t/m 25) 11-09-2010 t/m 18-09-2010 | Hitnotering: (Week 1 t/m 21) 21-11-2009 t/m 10-04-2010 Hitnotering: (Week 22) 24-04-2010 Hitnotering: (Week 23) 15-05-2010 Hitnotering: (Week 24 t/m 25) 11-09-2010 t/m 18-09-2010 | Hitnotering: (Week 1 t/m 21) 21-11-2009 t/m 10-04-2010 Hitnotering: (Week 22) 24-04-2010 Hitnotering: (Week 23) 15-05-2010 Hitnotering: (Week 24 t/m 25) 11-09-2010 t/m 18-09-2010 | Hitnotering: (Week 1 t/m 21) 21-11-2009 t/m 10-04-2010 Hitnotering: (Week 22) 24-04-2010 Hitnotering: (Week 23) 15-05-2010 Hitnotering: (Week 24 t/m 25) 11-09-2010 t/m 18-09-2010 | Hitnotering: (Week 1 t/m 21) 21-11-2009 t/m 10-04-2010 Hitnotering: (Week 22) 24-04-2010 Hitnotering: (Week 23) 15-05-2010 Hitnotering: (Week 24 t/m 25) 11-09-2010 t/m 18-09-2010 | Hitnotering: (Week 1 t/m 21) 21-11-2009 t/m 10-04-2010 Hitnotering: (Week 22) 24-04-2010 Hitnotering: (Week 23) 15-05-2010 Hitnotering: (Week 24 t/m 25) 11-09-2010 t/m 18-09-2010 | Hitnotering: (Week 1 t/m 21) 21-11-2009 t/m 10-04-2010 Hitnotering: (Week 22) 24-04-2010 Hitnotering: (Week 23) 15-05-2010 Hitnotering: (Week 24 t/m 25) 11-09-2010 t/m 18-09-2010 | Hitnotering: (Week 1 t/m 21) 21-11-2009 t/m 10-04-2010 Hitnotering: (Week 22) 24-04-2010 Hitnotering: (Week 23) 15-05-2010 Hitnotering: (Week 24 t/m 25) 11-09-2010 t/m 18-09-2010 | Hitnotering: (Week 1 t/m 21) 21-11-2009 t/m 10-04-2010 Hitnotering: (Week 22) 24-04-2010 Hitnotering: (Week 23) 15-05-2010 Hitnotering: (Week 24 t/m 25) 11-09-2010 t/m 18-09-2010 | Hitnotering: (Week 1 t/m 21) 21-11-2009 t/m 10-04-2010 Hitnotering: (Week 22) 24-04-2010 Hitnotering: (Week 23) 15-05-2010 Hitnotering: (Week 24 t/m 25) 11-09-2010 t/m 18-09-2010 | Hitnotering: (Week 1 t/m 21) 21-11-2009 t/m 10-04-2010 Hitnotering: (Week 22) 24-04-2010 Hitnotering: (Week 23) 15-05-2010 Hitnotering: (Week 24 t/m 25) 11-09-2010 t/m 18-09-2010 | Hitnotering: (Week 1 t/m 21) 21-11-2009 t/m 10-04-2010 Hitnotering: (Week 22) 24-04-2010 Hitnotering: (Week 23) 15-05-2010 Hitnotering: (Week 24 t/m 25) 11-09-2010 t/m 18-09-2010 | Hitnotering: (Week 1 t/m 21) 21-11-2009 t/m 10-04-2010 Hitnotering: (Week 22) 24-04-2010 Hitnotering: (Week 23) 15-05-2010 Hitnotering: (Week 24 t/m 25) 11-09-2010 t/m 18-09-2010 | Hitnotering: (Week 1 t/m 21) 21-11-2009 t/m 10-04-2010 Hitnotering: (Week 22) 24-04-2010 Hitnotering: (Week 23) 15-05-2010 Hitnotering: (Week 24 t/m 25) 11-09-2010 t/m 18-09-2010 | Hitnotering: (Week 1 t/m 21) 21-11-2009 t/m 10-04-2010 Hitnotering: (Week 22) 24-04-2010 Hitnotering: (Week 23) 15-05-2010 Hitnotering: (Week 24 t/m 25) 11-09-2010 t/m 18-09-2010 | Hitnotering: (Week 1 t/m 21) 21-11-2009 t/m 10-04-2010 Hitnotering: (Week 22) 24-04-2010 Hitnotering: (Week 23) 15-05-2010 Hitnotering: (Week 24 t/m 25) 11-09-2010 t/m 18-09-2010 |
| Week | 1 | 2 | 3 | 4 | 5 | 6 | 7 | 8 | 9 | 10 | 11 | 12 | 13 | 14 | 15 |
| --- | --- | --- | --- | --- | --- | --- | --- | --- | --- | --- | --- | --- | --- | --- | --- |
| Nummer | 18 | 17 | 15 | 7 | 4 | 8 | 12 | 10 | 19 | 13 | 10 | 10 | 9 | 11 | 12 |
| Week | 16 | 17 | 18 | 19 | 20 | 21 | | 22 | | 23 | | 24 | 25 | | |
| Nummer | 18 | 30 | 35 | 44 | 49 | 46 | uit | 48 | uit | 48 | uit | 46 | 48 | uit | |

### NPO Radio 2 Top 2000
| Nummers met noteringen in de NPO Radio 2 Top 2000        | '10 | '11 | '12 | '13 | '14 | '15  | '16  | '17 | '18 | '19 | '20 | '21 | '22 | '23 | '24 |
| -------------------------------------------------------- | --- | --- | --- | --- | --- | ---- | ---- | --- | --- | --- | --- | --- | --- | --- | --- |
| Empire State of Mind (Jay-Z & Alicia Keys)               | -   | -   | -   | -   | -   | 328  | 1040 | 991 | 756 | 782 | 309 | 358 | 392 | 386 | 295 |
| Empire State of Mind (Part II) Broken Down (Alicia Keys) | 712 | 173 | 72  | 110 | 129 | 1773 | 221  | 382 | 412 | 494 | -   | -   | -   | -   | -   |

1. ↑  Een '-' betekent dat het nummer niet was genoteerd en een vetgedrukt getal geeft de hoogste notering van een nummer aan.
2. ↑  2010 was het eerste jaar met een notering voor een van deze nummers.